# Larnaca (geslacht)
Larnaca is een geslacht van rechtvleugeligen uit de familie Gryllacrididae. De wetenschappelijke naam van dit geslacht is voor het eerst geldig gepubliceerd in 1869 door Francis Walker.

## Soorten
Het geslacht Larnaca omvat de volgende soorten:
- Larnaca fasciata Walker, 1869
- Larnaca manteri Griffini, 1911
- Larnaca microptera Karny, 1926
- Larnaca montana Griffini, 1908
- Larnaca nigrata Brunner von Wattenwyl, 1888
- Larnaca palliceps Karny, 1926
- Larnaca pendleburyi Karny, 1926
- Larnaca phetchaburi Gorochov, 2003
- Larnaca ridicula Zacher, 1909
- Larnaca vietnamensis Gorochov, 2003
- Larnaca distincta Brunner von Wattenwyl, 1888
- Larnaca johni Griffini, 1911